# Asamblea de Madrid
La Asamblea de Madrid es el parlamento autonómico de la Comunidad de Madrid (España). Representa a los habitantes de la comunidad autónoma ejerciendo la potestad legislativa. Aprueba los presupuestos del ejecutivo autonómico y controla e impulsa la acción política y de gobierno.
La actual legislatura de la Asamblea de Madrid se instaló el día martes 13 de junio de 2023.

## Sede

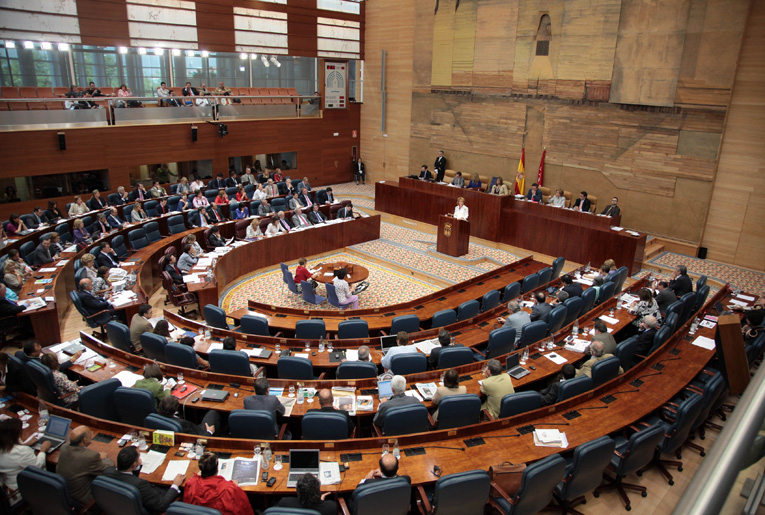
El hemiciclo durante una reunión del pleno en 2009

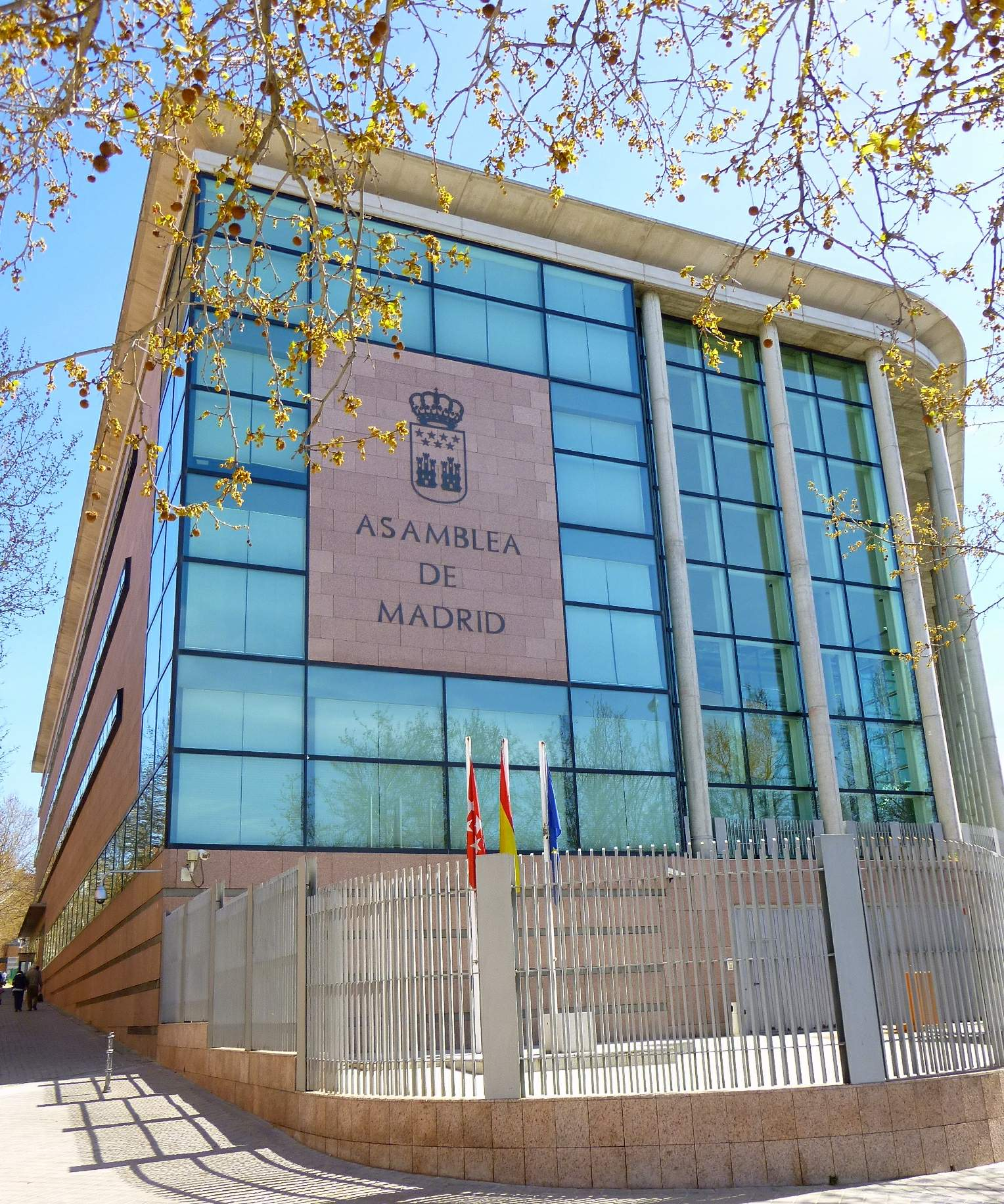
Exterior del edificio

Desde el 8 de junio de 1983 hasta la inauguración de la sede actual el 28 de septiembre de 1998, la Asamblea de Madrid albergó las sesiones parlamentarias en el Caserón de San Bernardo, en el número 49 de la calle homónima del centro de la capital.
En la actualidad, el edificio de la Asamblea de Madrid, inaugurado en 1998, está ubicado en la plaza de la Asamblea de Madrid, 1, en el barrio de Palomeras Bajas (distrito Puente de Vallecas, Madrid).

## Historia

### Composiciones históricas

2015-2019
2019-2021
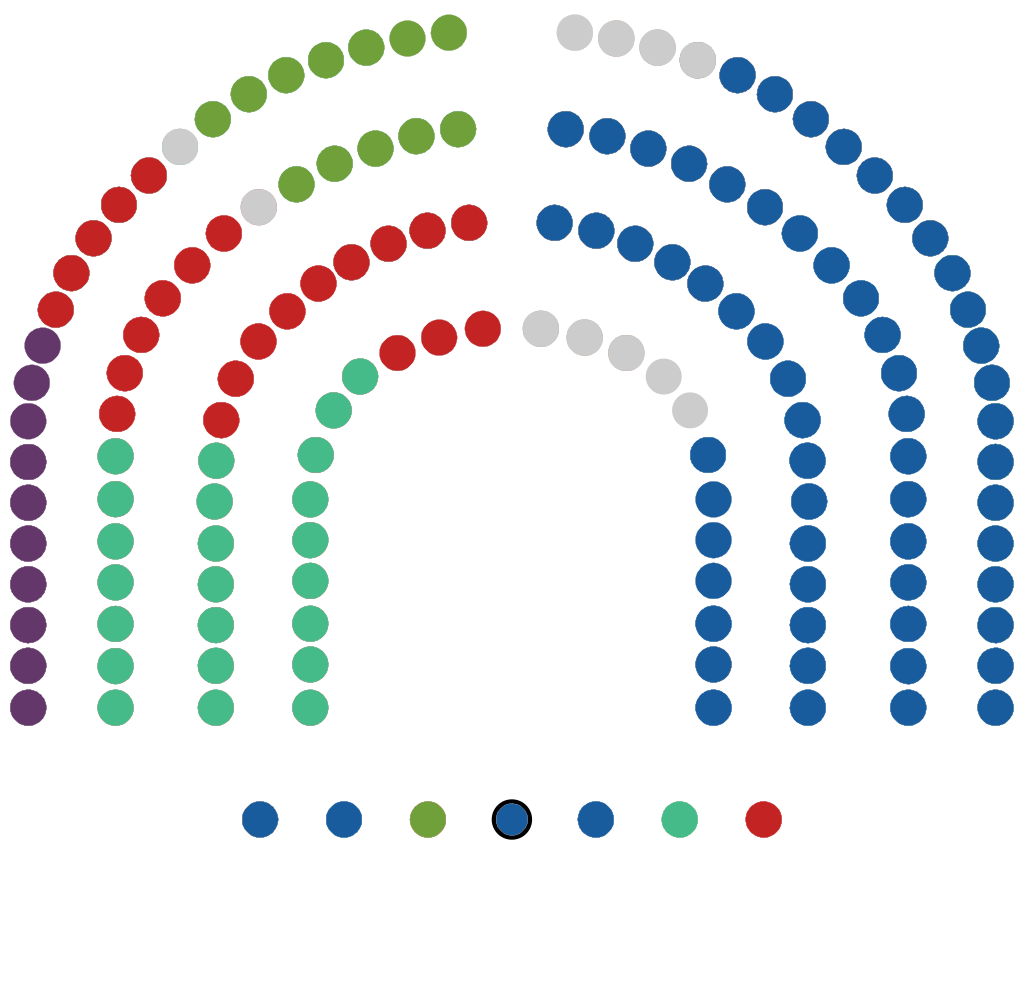
2021-2023
2023-act.

## Diputados
Los diputados que forman la Asamblea de Madrid son elegidos por un plazo de cuatro años mediante sufragio universal, libre, igual, directo y secreto.
La adquisición de la condición de diputado exige jurar la Constitución Española y el Estatuto de Autonomía. Aparte de los supuestos de extinción de la cámara, la condición de diputado puede perderse por decisión judicial firme contra la elección o proclamación del cargo, fallecimiento o incapacidad, o por renuncia efectuada ante la mesa.

## Elecciones Autonómicas 2023
La XIII legislatura de la Asamblea de Madrid se instaló el día 13 de junio de 2023, tras los resultados de las elecciones autonómicas celebradas el día 28 de mayo.

### Resultado electoral
En las Elecciones a la Asamblea de Madrid de 2023, celebradas el domingo 28 de mayo, el Partido Popular de la Comunidad de Madrid ganó las elecciones con mayoría absoluta, quedando Más Madrid en segundo lugar, el Partido Socialista Obrero Español de la Comunidad de Madrid en tercer lugar, Vox en cuarto lugar y Unidas Podemos en quinto lugar, aunque sin obtener representación, al no alcanzar el umbral del 5% del total de los votos. De este modo, los resultados en las elecciones fueron los siguientes:
| Elecciones a la Asamblea de Madrid de 2023 |                                                             |                   |           |         |           |           |
| Partido                                    | Partido                                                     | Candidato         | Votos     | Votos   | Diputados | Diputados |
|                                            | Partido Popular de la Comunidad de Madrid                   | Isabel Díaz Ayuso | 1 599 186 | 47,32 % | 70        | 5         |
|                                            | Más Madrid-Verdes Equo                                      | Mónica García     | 620 631   | 18,36 % | 27        | 3         |
|                                            | Partido Socialista Obrero Español de la Comunidad de Madrid | Juan Lobato       | 614 296   | 18,18 % | 27        | 3         |
|                                            | Vox                                                         | Rocío Monasterio  | 248 379   | 7,35 %  | 11        | 2         |
|                                            | Podemos-Izquierda Unida-Alianza Verde                       | Alejandra Jacinto | 161 032   | 4,76 %  | 0         | 10        |
| Fuente: Gobierno de la Comunidad de Madrid |                                                             |                   |           |         |           |           |

## Composición de la XIII legislatura
El decreto de convocatoria de las elecciones autonómicas fijaba la fecha para la constitución de la Asamblea de Madrid. Los parlamentarios elegirán por votación a los miembros de la Mesa de la Asamblea incluido el presidente de la cámara autonómica.
Según el Reglamento de la Asamblea, aquel diputado que obtenga el voto de la mayoría absoluta de los miembros de la Asamblea ocupa la Presidencia. Si no se consigue en la primera votación, se repite el proceso entre los dos diputados con más votos, y el cargo recae finalmente en quien tenga más apoyo en la nueva elección.
El órgano básico formado por el conjunto de los diputados es el Pleno. La convocatoria del Pleno corresponde al Presidente de la Asamblea a iniciativa propia o a iniciativa de, al menos, un Grupo Parlamentario, o de la quinta parte de los Diputados. La convocatoria debe efectuarse siempre con un orden del día previamente fijado por la Presidencia de acuerdo con la Junta de Portavoces. 
Adicionalmente, la Junta de Portavoces permite la organización y dirección de la cámara por parte de los grupos parlamentarios.
La cámara también funciona con comisiones parlamentarias, para distribuir las tareas. La cámara se rige por la Mesa, órgano típicamente conformado por el presidente, los vicepresidentes y los secretarios. La Mesa de la Cámara establece, de acuerdo con la Junta de Portavoces, las normas generales sobre fijación del orden del día del Pleno, y sobre el orden que deberá seguirse en la tramitación de asuntos sobre los que haya de deliberarse ante el mismo. La Mesa fija el calendario de trabajos y de días hábiles, en virtud del cual, por regla general, la sesión plenaria tiene lugar semanalmente los jueves, con la excepción de la última semana de cada mes. El orden del día del Pleno puede ser modificado.

### Órganos de la Asamblea

#### Mesa
| Cargo                  | Titular                       | Lista      |
| ---------------------- | ----------------------------- | ---------- |
| Presidente             | Enrique Matías Ossorio Crespo | PPCM       |
| Vicepresidente primero | Ana Belén Millán Arroyo       | PPCM       |
| Vicepresidenta segunda | Esther Rodríguez Moreno       | Más Madrid |
| Vicepresidente tercero | Diego Cruz Torrijos           | PSOE-M     |
| Secretario primero     | Francisco Galeote Perea       | PPCM       |
| Secretario segundo     | José Ignacio Arias Moreno     | Vox        |
| Secretaria tercera     | Susana Pérez Quislant         | PPCM       |

#### Junta de Portavoces
| Cargo                       | Cargo                                    | Titular                          | Lista      |
| --------------------------- | ---------------------------------------- | -------------------------------- | ---------- |
| Presidente                  | Presidente                               | Enrique Matías Ossorio Crespo    | PPCM       |
| Vicepresidenta primera      | Vicepresidenta primera                   | Ana Belén Millán Arroyo          | PPCM       |
| Vicepresidenta segunda      | Vicepresidenta segunda                   | Esther Rodríguez Moreno          | Más Madrid |
| Vicepresidente tercero      | Vicepresidente tercero                   | Diego Cruz Torrijos              | PSOE-M     |
| Secretario primero          | Secretario primero                       | Francisco Galeote Perea          | PPCM       |
| Secretario segundo          | Secretario segundo                       | José Ignacio Arias Moreno        | Vox        |
| Secretaria tercera          | Secretaria tercera                       | Susana Pérez Quislant            | PPCM       |
| Portavoces titulares        |                                          |                                  |            |
|                             | Portavoz del GP Popular                  | Carlos Díaz-Pache Gosende        | PPCM       |
|                             | Portavoz del GP Más Madrid               | Manuela María Bergerot Uncal     | Más Madrid |
|                             | Portavoz del GP Socialista               | María del Mar Espinar Mesa-Moles | PSOE-M     |
|                             | Portavoz del GP Vox en Madrid            | Isabel Pérez Moñino-Aranda       | Vox        |
| Portavoces adjuntos         |                                          |                                  |            |
|                             | Portavoces adjuntos del GP Popular       | Elisa Adela Vigil González       | PPCM       |
| Rafael Núñez Huesca         | Portavoces adjuntos del GP Popular       |                                  | PPCM       |
|                             | Portavoces adjuntos del GP Más Madrid    | María Pastor Valdés              | Más Madrid |
| Emilio Delgado Orgaz        | Portavoces adjuntos del GP Más Madrid    |                                  | Más Madrid |
|                             | Portavoces adjuntos del GP Socialista    | Marta Bernardo Llorente          | PSOE-M     |
| Jesús Ángel Celada Pérez    | Portavoces adjuntos del GP Socialista    |                                  | PSOE-M     |
|                             | Portavoces adjuntos del GP Vox en Madrid | Íñigo Henríquez de Luna Losada   | Vox        |
| José Antonio Fúster Lamelas | Portavoces adjuntos del GP Vox en Madrid |                                  | Vox        |

#### Comisiones
| Comisiones de la Asamblea de Madrid                       |                                          |       |        |
| Comisión                                                  | Presidencia                              | Grupo | Grupo  |
| Comisiones permanentes legislativas                       |                                          |       |        |
| Estatuto de Autonomía, Reglamento y Estatuto del Diputado | Alfonso Carlos Serrano Sánchez-Capuchino |       | PPCM   |
| Presidencia, Justicia y Administración Local              | María Yolanda Ibarrola de la Fuente      |       | PPCM   |
| Economía y Empleo                                         | María Mercedes Zarzalejo Carbajo         |       | PPCM   |
| Presupuestos y Hacienda                                   | Agustín Vinagre Alcázar                  |       | PSOE-M |
| Digitalización                                            | Gustavo Alaín Eustache Soteldo           |       | PPCM   |
| Educación, Ciencia y Universidades                        | Mirina Cortés Ortega                     |       | PPCM   |
| Vivienda, Transportes e Infraestructuras                  | Daniel Portero de la Torre               |       | PPCM   |
| Sanidad                                                   | Susana Pérez Quislant                    |       | PPCM   |
| Medio Ambiente, Agricultura e Interior                    | Tomás Pedro Burgos Beteta                |       | PPCM   |
| Familia y Asuntos Sociales                                | Miguel Ángel Rumayor Fernández           |       | PPCM   |
| Turismo y Deporte                                         | Enrique Serrano Sánchez-Tembleque        |       | PPCM   |
| Cultura                                                   | Nikolay Yordanov Atanasov                |       | PPCM   |
| Mujer                                                     | María Inmaculada Pérez Bordejé           |       | PPCM   |
| Juventud                                                  | Raúl Martín Galán                        |       | PPCM   |
| Políticas Integrales de la Discapacidad                   | Enrique Ruiz Escudero                    |       | PPCM   |
| Comisiones permanentes no legislativas                    |                                          |       |        |
| Vigilancia de las Contrataciones                          | Álvaro Moraga Valiente                   |       | PPCM   |
| Radio Televisión Madrid                                   | David Jonathan Parry Lafont              |       | PPCM   |
| Participación                                             | Paloma Martín Martín                     |       | PPCM   |

#### Grupos parlamentarios
Según el artículo 36 (título III) del Reglamento de la Asamblea de Madrid, para poder constituir y mantener un Grupo Parlamentario es necesario contar con un mínimo de 5 diputados, con la excepción del Grupo Mixto.
| Grupo parlamentario        | Grupo parlamentario | Componentes                                                 | Portavoz                                           | Líder                                                | Escaños |
| -------------------------- | ------------------- | ----------------------------------------------------------- | -------------------------------------------------- | ---------------------------------------------------- | ------- |
|                            | Popular             | Partido Popular de la Comunidad de Madrid                   | Carlos Díaz-Pache                                  | Isabel Díaz Ayuso                                    | 70      |
|                            | Más Madrid          | Más Madrid: 25 Verdes Equo: 2                               | Manuela Bergerot (previamente Mónica García)       | Eduardo Fernández Rubiño (previamente Mónica García) | 27      |
|                            | Socialista          | Partido Socialista Obrero Español de la Comunidad de Madrid | Juan Lobato                                        | Juan Lobato                                          | 27      |
|                            | Vox en Madrid       | Vox                                                         | José Antonio Fúster (previamente Rocío Monasterio) | José Antonio Fúster (previamente Rocío Monasterio)   | 11      |
| Fuente: Asamblea de Madrid |                     |                                                             |                                                    |                                                      |         |

## Presidencia de la Asamblea de Madrid

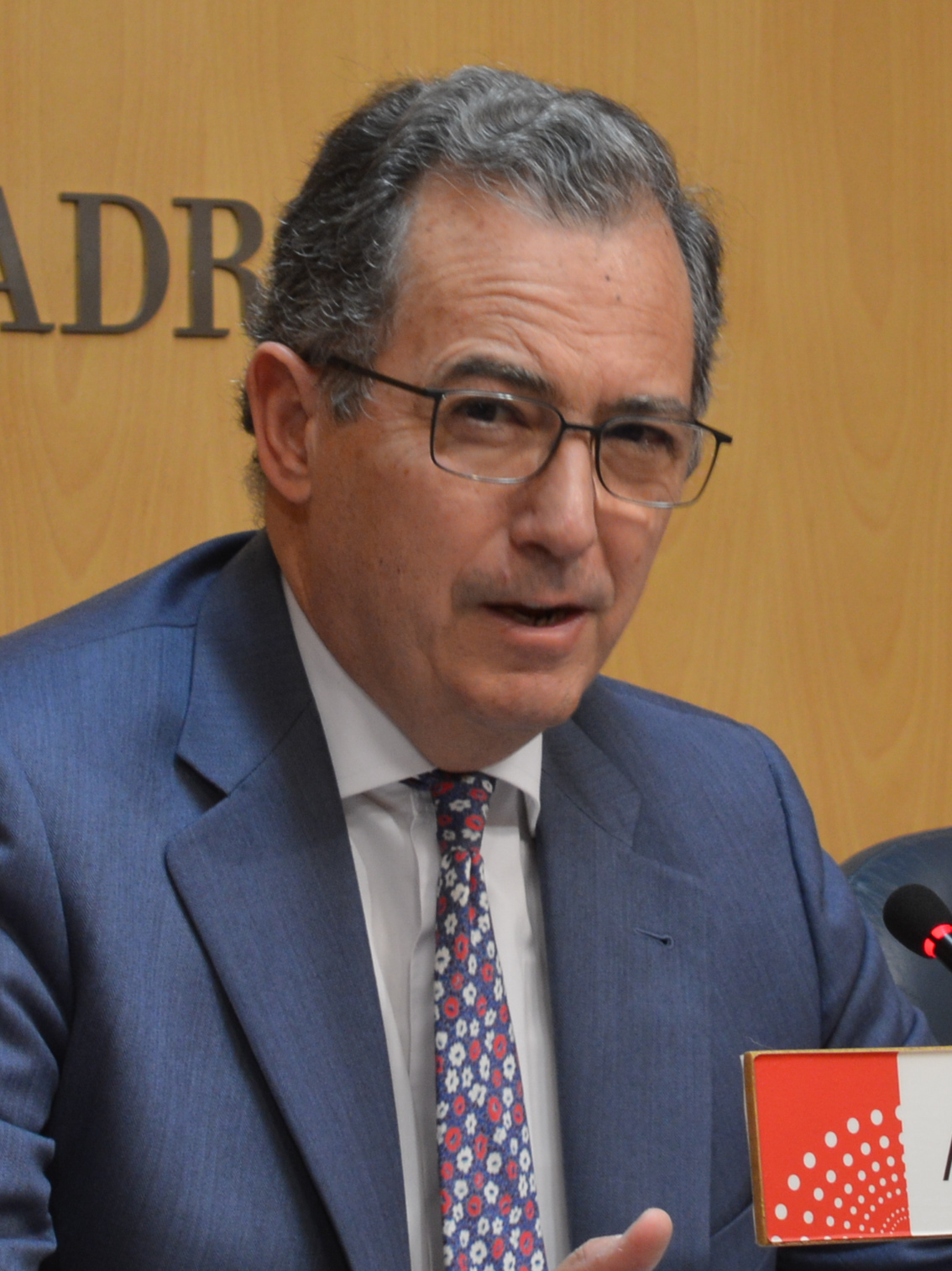
Enrique Ossorio, actual presidente de la Asamblea de Madrid

La Presidencia representa de manera individual a la Asamblea de Madrid, asegura el buen desarrollo del trabajo parlamentario, dirige los debates y mantiene el orden en ellos. Es responsabilidad de la Presidencia cumplir y hacer cumplir el Reglamento. La Presidencia también tiene la responsabilidad de reconocer obligaciones, proponer y ordenar pagos con cargo al Presupuesto de la Asamblea de Madrid, así como gestionar ingresos y reconocer derechos económicos a favor de dicho Presupuesto. Además, la Presidencia lleva a cabo todas las funciones que le otorgan el Estatuto de Autonomía de la Comunidad de Madrid, las leyes y el Reglamento actual.
Los diputados eligen entre ellos al presidente de la Asamblea de Madrid. Cada diputado escribe un nombre en su papeleta de voto, y se elige a quien consiga la mayoría absoluta (actualmente 68 votos). Si nadie logra esta mayoría en la primera votación, se realiza una segunda ronda entre los dos diputados con más votos, resultando ganador el que obtenga más apoyos.
En la XIII Legislatura, el actual Presidente de la Asamblea de Madrid es Enrique Ossorio. Desde su creación en el año 1983, ha habido varios presidentes en la Asamblea de Madrid, los cuales pueden verse a continuación:
| Legislatura      | Presidente/a                      | Presidente/a                      | Partido    | Inicio de mandato       | Fin de mandato      |
| ---------------- | --------------------------------- | --------------------------------- | ---------- | ----------------------- | ------------------- |
| I legislatura    |                                   | Ramón Espinar Gallego             | PSOE-M     | 8 de junio de 1983      | 10 de junio de 1987 |
| II legislatura   |                                   | Rosa María Posada Chapado         | CDS        | 2 de julio de 1987      | 2 de abril de 1991  |
| III legislatura  |                                   | Pedro Díez Olazábal               | IU-CM      | 20 de junio de 1991     | 22 de junio de 1995 |
| IV legislatura   |                                   | Juan Van-Halen Acedo              | PPCM       | 22 de junio de 1995     | 30 de junio de 1999 |
| V legislatura    | Jesús Pedroche Nieto              | 30 de junio de 1999               | PPCM       | 10 de junio de 2003     |                     |
| VI legislatura   | María Concepción Dancausa Treviño | 10 de junio de 2003               | PPCM       | 12 de noviembre de 2003 |                     |
| VII legislatura  | María Concepción Dancausa Treviño | 12 de noviembre de 2003           | PPCM       | 11 de junio de 2007     |                     |
| VIII legislatura | María Elvira Rodríguez Herrer     | 11 de junio de 2007               | PPCM       | 7 de junio de 2011      |                     |
| IX legislatura   | José Ignacio Echevarría Echániz   | 7 de junio de 2011                | PPCM       | 9 de junio de 2015      |                     |
| X legislatura    | María Paloma Adrados Gautier      | 9 de junio de 2015                | PPCM       | 11 de junio de 2019     |                     |
| XI legislatura   |                                   | Juan Trinidad Martos              | Ciudadanos | 11 de junio de 2019     | 8 de junio de 2021  |
| XII legislatura  |                                   | María Eugenia Carballedo Berlanga | PPCM       | 8 de junio de 2021      | 13 de junio de 2023 |
| XIII legislatura |                                   | Enrique Matías Ossorio Crespo     | PPCM       | 13 de junio de 2023     | En el cargo         |

## Sistema electoral
A diferencia de Cataluña, País Vasco, Galicia, Andalucía y la Comunidad Valenciana, que cuentan con un Estatuto Autonómico y una Ley Electoral propios, las elecciones a la Asamblea de Madrid "... tendrán lugar el cuarto domingo de mayo de cada cuatro años, en los términos previstos en la Ley Orgánica que regule el Régimen Electoral General", según estipula el artículo 10.7 del Estatuto de Autonomía de la Comunidad de Madrid. Las elecciones, celebradas desde 1983, eligen la composición del pleno de la cámara.
La ley electoral de la Comunidad de Madrid establece una circunscripción única, que da lugar a un notable nivel de proporcionalidad. En los comicios se elige un número de representantes de acuerdo a la razón de un diputado por cada 50 000 habitantes o fracción superior a 25 000, sin establecer por tanto ningún límite máximo o mínimo fijo de integrantes de la cámara legislativa.
La barrera electoral mínima para que las candidaturas pudieran aspirar a escaño es del 5% de votos válidos en la circunscripción. Al igual que el resto de sistemas autonómicos y el del Congreso de los Diputados, emplea la regla d'Hondt como método de atribución de escaños, y al igual que todos los comicios españoles, salvo el caso de las elecciones al Senado, son listas cerradas.

## Relación de elecciones
- Elecciones del 8 de mayo de 1983 (i legislatura; 1983-1987): 94 escaños en liza.
- Elecciones del 10 de junio de 1987 (ii legislatura; 1987-1991): 96 escaños en liza.
- Elecciones del 26 de mayo de 1991 (iii legislatura; 1991-1995): 101 escaños en liza.
- Elecciones del 28 de mayo de 1995 (iv legislatura; 1995-1999): 103 escaños en liza.
- Elecciones del 13 de junio de 1999 (v legislatura; 1999-2003): 102 escaños en liza.
- Elecciones del 25 de mayo de 2003 (vi legislatura; 2003): 111 escaños en liza.
- Elecciones del 26 de octubre de 2003 (vii legislatura; 2003-2007): 111 escaños en liza.
- Elecciones del 27 de mayo de 2007 (viii legislatura; 2007-2011): 120 escaños en liza.
- Elecciones del 22 de mayo de 2011 (ix legislatura; 2011-2015): 129 escaños en liza.
- Elecciones del 24 de mayo de 2015 (x legislatura; 2015-2019): 129 escaños en liza.
- Elecciones del 26 de mayo de 2019 (xi legislatura; 2019-2021): 132 escaños en liza.
- Elecciones del 4 de mayo de 2021 (xii legislatura; 2021-2023): 135 escaños en liza.
- Elecciones del 28 de mayo de 2023 (xiii legislatura; 2023-2027): 135 escaños en liza.

## Senadores designados por la Asamblea de Madrid
Una de las funciones que desempeña la Asamblea de Madrid es la designación de los senadores y senadoras que deben representar a la Comunidad de Madrid, conforme a lo previsto en la Constitución y en la forma que determine la Ley de Designación de Senadores en representación de la Comunidad de Madrid.
La designación de los senadores madrileños se produjo el día 13 de julio de 2023 en la Asamblea de Madrid. Así, se eligieron a cinco representantes del Partido Popular, uno del PSOE-M y uno de Más Madrid. Por lo tanto, la lista de senadores designados por la Asamblea de Madrid quedó de la siguiente forma:
| Partido político                         | Partido político | Senadores                    | Fecha inicio        |
| ---------------------------------------- | ---------------- | ---------------------------- | ------------------- |
|                                          | PPCM             | María del Mar Blanco Garrido | 14 de julio de 2023 |
| Miriam Bravo Sánchez                     | PPCM             | 14 de julio de 2023          |                     |
| María Yolanda Ibarrola de la Fuente      | PPCM             | 14 de julio de 2023          |                     |
| Enrique Ruiz Escudero                    | PPCM             | 14 de julio de 2023          |                     |
| Alfonso Carlos Serrano Sánchez-Capuchino | PPCM             | 14 de julio de 2023          |                     |
|                                          | PSOE-M           | Juan Lobato Gandarias        | 14 de julio de 2023 |
|                                          | Más Madrid       | Carla Delgado Gómez          | 14 de julio de 2023 |